# دانشکده مطالعات شرقی و آفریقایی
سواس، دانشگاه لندن (مدرسه مطالعات شرقی و آفریقایی (به انگلیسی: School of Oriental and African Studies)) یک دانشگاه دولتی پژوهشی در لندن انگلستان و از کالج‌های تشکیل‌دهندهٔ دانشگاه لندن است که در زمینهٔ حقوق، زبان، علوم انسانی و اقتصاد کشورهای قارهٔ آسیا (منطقهٔ خاورمیانه) و آفریقا تخصص دارد. بیش از ۳۰۰ رشته در مقطع کارشناسی و ۱۰۰ رشته در مقاطع کارشناسی ارشد و دکتری در این دانشگاه ارائه می‌شوند. گاردین سواس را در زمره ۲۵ دانشگاه برتر بریتانیا رتبه‌بندی کرده‌است.
سواس یکی از شناخته‌شده‌ترین مراکز آموزش عالی دنیا برای آموزش و پژوهش در موضوعات مربوط به آفریقا و آسیا به‌ویژه خاورمیانه است.
این دانشگاه از نظر تعداد دانشجو یکی از دانشکده‌های کوچک دانشگاه لندن است، و در رده‌بندی دانشگاهی در بریتانیا رتبهٔ بالایی دارد.

## همکاری با جامعهٔ فرهنگی ایران
این دانشگاه از قدیم همکاری خوبی با دانشگاه‌های رسمی ایران داشته و دارد همچون دانشگاه فردوسی مشهد در زمینهٔ رشتهٔ زبان و ادبیات فارسی، یا مرکز طلاب و اسلامی-حوزوی مرکز پژوهشی جامعة المصطفی (به عربی: جامعة المصطفي العالمية) که این مرکز دربارهٔ این دانشگاه اینچنین می‌گوید:
برای آشنا شدن با عناوین برخی از دروس ارائه شده در رشته مطالعات اسلامی ما دروس ارائه شده مدرسۀ مطالعات مشرق زمین و آفریقا (به انگلیسی: School of Oriental and African Studies) که با مخفف SOASنیز نامیده می‌شود. یکی از دانشکده‌های صاحب نام در زمینۀ شرق‌شناسی در جهان - را در نظر گرفته‌ایم. این دانشکده یکی از دانشکده‌های زیر مجموعۀ دانشگاه لندن است که در زمینۀ حقوق، زبان، علوم انسانی و اقتصاد کشورهای قاره آسیا (و منطقه خاورمیانه) و آفریقا تخصص دارد و در آن در مقاطع کارشناسی و کارشناسی ارشد و دکتری دانشجویان به تحصیل و پژوهش مشغول هستند. دانشکدهی مطالعات مشرق‌زمین و آفریقا یکی از شناخته شده‌ترین مراکز آموزش عالی دنیا برای آموزش و پژوهش در موضوعات مربوط به آفریقا و آسیا به ویژه خاورمیانه است.
و برخی از استادان دانشگاهی مانند سیّد کمال حاج سیّد جوادی استادیار مرکز آموزش عالی میراث فرهنگی سال ۱۳۸۱ و ۸۲ با این دانشگاه همکاری داشته یا تحصیل کرده‌اند.

## دانش‌آموختگان
- احسان یارشاطر
- بولنت اجویت
- پل روبسن
- جان آتا میلز

## نکات
1. ↑  مخفف SOAS" به‌صورت «سواس/ سوآس» یا «سواز/ سوآز» تلفظ می‌شود.